# Напионе-де-Кокконато, Джан-Франческо
Джан-Франческо Напионе-де-Кокконато известный, как Франческо Галеани Напионе, граф Кокконато (итал. Gian Francesco Galeani Napione; 1 ноября 1748, Турин — 12 июня 1830, там же) — итальянский писатель

 и историк. Член Академии делла Круска с 1812 года.

## Биография

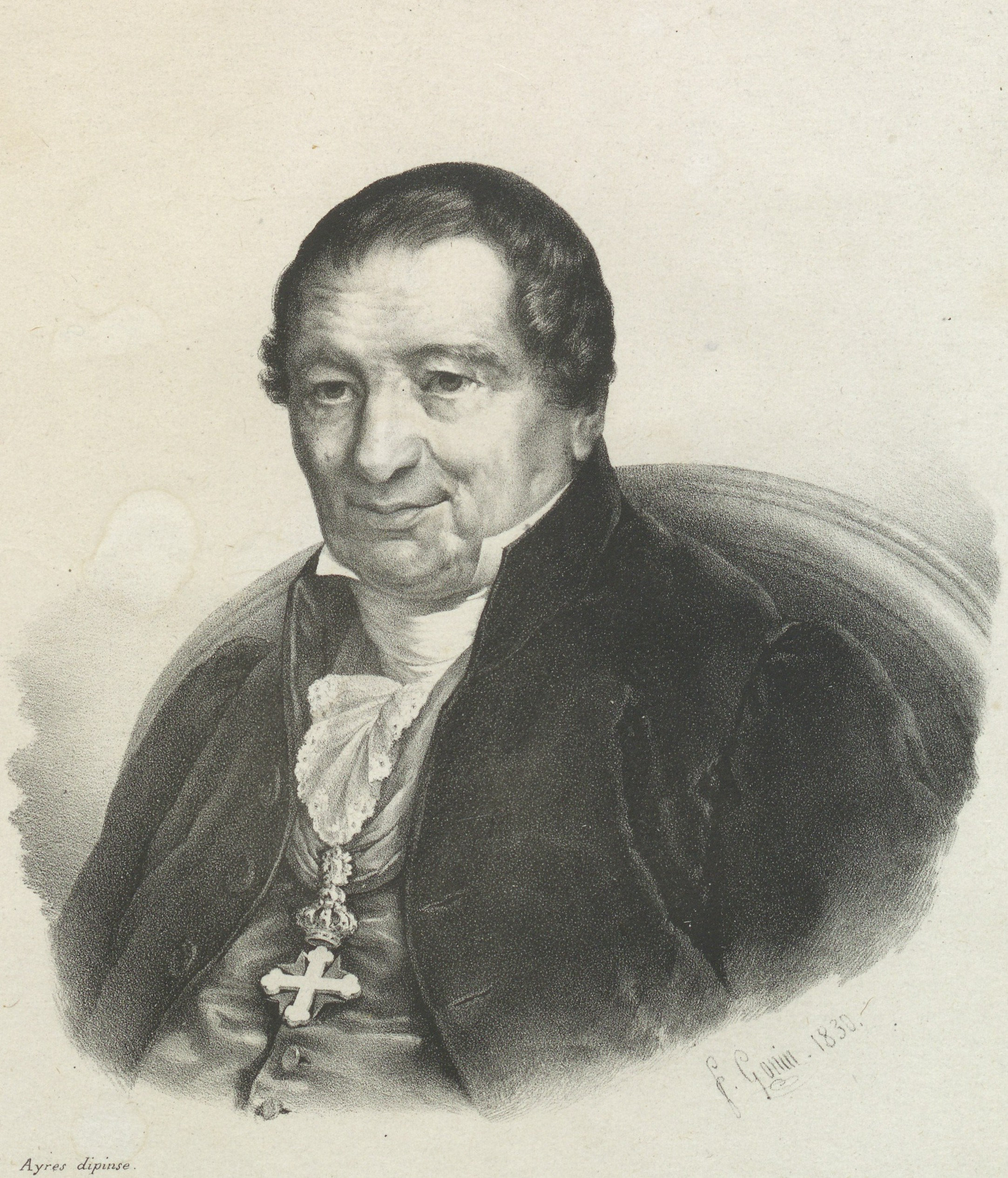
Gian Francesco Galeani Napione, 1830

Изучал право в академии Турина, одновременно проявляя интерес к истории и литературе. После смерти отца в 1768 году поступил на службу в финансовую администрацию.
В 1773 году опубликовал Saggio sopra l’arte storica («Очерк исторического искусства»), посвятив его королю Сардинского королевства Виктору Амадею III. В 1780 году издал «Osservazioni intorno al progetto di pace tra SM e le Potenze barbaresche», в котором предложил создать конфедерацию морских итальянских государств под эгидой Папской области. В 1791 году опубликовал труд «Идея конфедерации держав Италии». В том же году издал свою самую известную работу «Об использовании и достоинствах итальянского языка», характеризующуюся явным отвращением к идеям эпохи Просвещения того времени.
Автор многочисленных статей в изданиях туринской академии и до 200 сочинений, опубликованных и оставшихся рукописях:
- «Saggio sopra l’arte storica» (1773; второе издание 1839),
- «Dell’ uso e dei pregi della lingua italiana» (1791),
- «Dissertazione intorno al manoscrito de Imitatione Christi detto il codice Arona» (1810),
- «Opuscoli di litteratura e di belle arti» (1826),
- «Vita ed elogii d’illustri Italiani» (1818),
- «I monumenti dell’architettura antica» (1820),
- «Studi sulla scienza di Stato nel secolo XVI» (1830).

Неполное собрание сочинений Напионе-де-Кокконато вышло во Флоренции. Автор презирал французский язык и находил его несравненно менее совершенным, чем язык итальянский. Доказывал, будто бы автором «Подражания Иисусу Христу» и основателем Мальтийского ордена был безвестный Пьер Жерар и обращал последнего, как и Христофора Колумба, в пьемонтца.